# 私の願い
「私の願い」（わたしのねがい）は、1989年12月1日に発売された鈴木雅之通算8作目のシングル。

## 解説
1980年に発表されたオフコース在籍時の小田和正による作品。
前作「別れの街」に続き小田プロデュース。
3rdアルバム『Dear Tears』からの2枚目のリカット・シングル。
表題曲はベスト・アルバム『MARTINI』にも収録。加えてカヴァー、他アーティストへの提供曲など､小田の自演以外の音源を中心に制作するソングブック企画『言葉にできない〜小田和正ベストカバーズ〜』にも収録された。
表題曲のカラオケ・ヴァージョンが、『MARTINI』と同日発売のオリジナル・カラオケ・アルバム『MARTINI Instrumental Collection』に収録された。
カップリングはアルバム未収録。

## 収録曲
1. 私の願い  –  （4:01）[1]
作詞・作曲・編曲：小田和正
2. 棘  –  （4:04）[1]
作詞：川村真澄　作曲：松尾清憲　編曲：有賀啓雄

## リリース日一覧
| 地域 | 発売日                        | リリース                | 規格                   | 品番      | 備考                               |
| ---- | ----------------------------- | ----------------------- | ---------------------- | --------- | ---------------------------------- |
| 日本 | 1989年12月1日                 | EPIC/SONY               | 8cmCDシングル          | ESDB 3045 |                                    |
| 日本 | - 2013年7月2日 - 2014年4月1日 | Epic Records Japan Inc. | デジタル・ダウンロード | -         | 通常音質（全2曲：AAC 128/320kbps） |